# Gonzalo de Sandoval

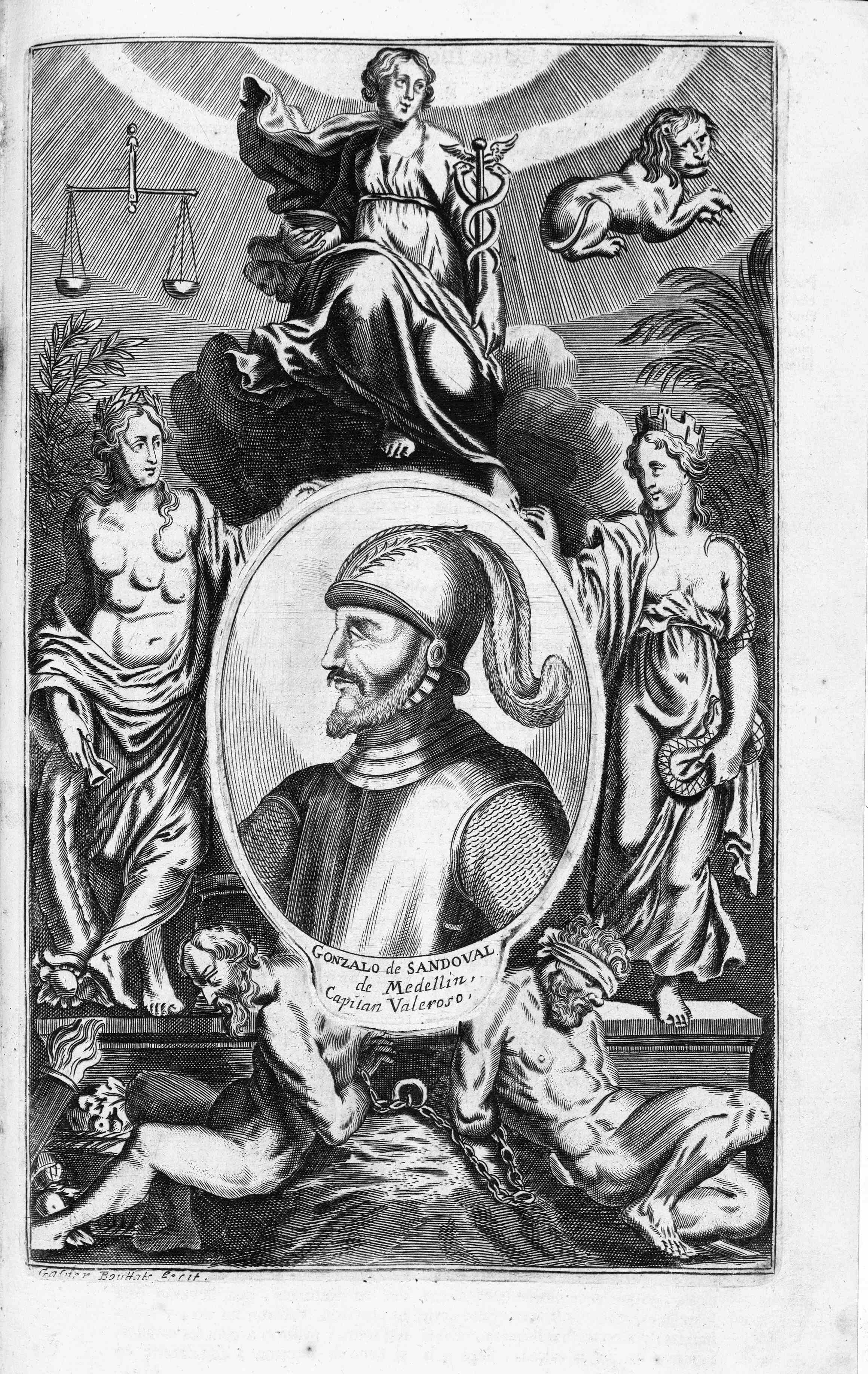
Retrato de Gonzalo de Sandoval, «capitán valeroso», en la Historia general de los Hechos de los Castellanos en las Islas y Tierra Firme del Mar Océano de Antonio de Herrera, edición de Nicolás Rodríguez Franco, Madrid, 1726-1730. Grabado firmado por Gaspar Bouttats.

Gonzalo de Sandoval (Medellín, 1497 – Niebla, 1528) fue un conquistador español de Nueva España (México). Era hijo de Juan de Sandoval. Pasó a Cuba, donde permanecía como capitán en 1518. El año siguiente inició la conquista de México con su paisano Hernán Cortés. Durante algún tiempo fue cogobernador de la colonia mientras Cortés estuvo lejos de la capital, del 2 de marzo al 22 de agosto de 1527.

## Biografía

### Llegada a Nueva España
Sandoval llegó con Hernán Cortés a la Nueva España en 1519, siendo el más joven de sus capitanes. Tras la alianza con Tlaxcala en 1519, le fue entregada en matrimonio la princesa Tolquequetzaltzin de Tizatlán, bautizada como Isabel, con la que tuvo el mismo año un hijo llamado Juan. Aunque se trataba de un matrimonio indígena, por tanto no vinculante para los cristianos, es aparente que Sandoval no se unió con ninguna otra mujer y Juan fue su único hijo, el cual heredó su encomienda en Nueva España.
Después de la subyugación de Moctezuma Xocoyotzin, Cortés lo nombró alguacil mayor de Villa Rica de Vera Cruz. Sandoval apresó a los mensajeros de Pánfilo de Narváez que exigían la rendición del pueblo, y se los envió a Cortés. En la batalla subsiguiente, fue Sandoval quien capturó a Pánfilo de Narváez.
Sandoval condujo la vanguardia de la retirada española durante la Noche Triste en 1520. También encabezó operaciones contra los aztecas, cerca de Tepeaca donde posteriormente los conquistadores españoles fundaron la villa de Segura de la Frontera. Dirigió la expedición de castigo contra los mexicas en la población de Jalacingo por su ataque a soldados españoles que habían llegado con las fuerzas de Pánfilo de Narváez.
Dirigió la construcción de algunos bergantines para ser utilizados durante el ataque por agua de la ciudad de México-Tenochtitlan.

### Sitio y caída de Tenochtitlán
Por el camino mientras transportaba los bergantines, se le ordenó tomar un pueblo que los españoles llamaban "el pueblo morisco" en Calpulalpa o Sultepec. Sandoval destruyó la ciudad, y luego volvió a su tarea de transportar los navíos para el ataque sobre Tenochtitlán.
En Tenotchitlan se ocupó del ataque desde Iztapalapa. En el primer asalto apoyó el intento de Pedro de Alvarado de conquistar el mercado de Tlatelolco. Durante el asalto a Tenochtitlán, García Holguín uno de sus hombres, capturó al Tlatoani Cuauhtémoc, a quien Holguín y Sandoval llevaron ante Hernán Cortés.
En diciembre de 1521, Sandoval conoce a Cristóbal de Tapia, quien había sido enviado por la Corona para relevar a Cortés.
Sandoval fue el padrino de Citlalpopocatzin, un noble de Tlaxcala, quien fue bautizado con el nombre de Bartolomé.
Más tarde Sandoval fue enviado a la región de Coatzacoalcos, pacificando Huatusco, Orizaba, Tuxtepec y Oaxaca. Posteriormente fundó la ciudad de Medellín en Tatatetelco, cerca de Huatusco y al sur de la actual Veracruz; completó la pacificación de Coatzacoalcos; fundó el puerto de Espíritu Santo sobre el Océano Pacífico; capturó el mejor pueblo (Guaspaltepeque) para sí; y consolidó la subyugación de Centla, Chinantla y Tabasco. En Pánuco reprimió una insurrección indígena.

### Misiones en Colima y Honduras
Después de la derrota de Juan Rodríguez de Villafuerte por los indígenas en el Valle de Tecomán mandados por el Rey Colimán (en el estado actual de Colima) en 1522, Cortés envió a Gonzalo de Sandoval con instrucciones de conquistar el territorio. En la ciudad indígena de Caxitlán, cerca de la costa, Sandoval fundó la primera ciudad de Colima el 25 de julio de 1523. Posteriormente, en 1527, Francisco Cortés de San Buenaventura trasladó la ciudad a su actual posición y la renombró como San Sebastián de Colima.
Luego Sandoval viajó con Cortés a Honduras en 1524, donde fue nombrado alguacil y se le concedieron algunas encomiendas, como Xacona. Al regreso de esta expedición, se lo nombró alcalde de justicia de Nueva España, substituyendo a Marcos de Aguilar en el Consejo de Gobierno de la colonia.

### Regreso a España
A mediados de abril del año 1528, regresó a España en el mismo viaje que Hernán Cortés. Durante el viaje enfermó, falleciendo en 1528 en Niebla al poco tiempo de llegar a España. Sus restos fueron enterrados en la Iglesia de San Martín, de Niebla. Actualmente sus restos se encuentran en el Monasterio de La Rábida. Bernal Díaz del Castillo, su amigo y compañero de batalla, elogió sus cualidades como soldado, juez  y administrador. 